# 周年記念競走
周年記念競走（しゅうねんきねんきょうそう）は、ボートレースのGI競走。ボートレース場の開設を記念して、各レース場で毎年度1回行われる。

## 概要
ボートレース場の開設を記念して、各レース場で毎年度1回行われる。単に「周年」や「記念」と略されるほか、それぞれのレース場で名称をつけている。レースタイトルとしては「ボートレース△△開設□□周年記念○○賞」といった形になる。年度内にSGやプレミアムGIの開催が無いレース場では、1年の中で1番のメインイベントとなる。

### 開催時期
開催時期については明確に定められているわけではなく、毎年同じ時期に開催されるレース場もあれば、時期が流動的なレース場もある。またSG開催の都合で時期がずれる場合もある。流動的な場合は、1-3月と4-12月の間にそれぞれ1回ずつ、年間計2回開催される場合もある。なお、海の日記念・オーシャンカップからボートレースメモリアルの間の約1ヶ月間は、ほとんど行われない傾向にある。

### 賞金
優勝賞金は1200万円（副賞金100万円含む）。これはプレミアムGIを除くGIの中では最高額である。

### 出場選手
地元地区のを中心としたA1のレーサー52名程度が選出される。
なお、52名斡旋の場合は、施行者希望が21名。日本モーターボート競走会あっせん課提示が31名。その内、若手レーサーが数名が入る。一方、女子レーサーの出場がない大会が多く、斡旋されても1-3名程度入るのみである。これは、一般戦やG3の女子戦に優先的に斡旋されるケースが多いためである。

## ボートレース場ごとの呼称
出典は競艇オフィシャルWEBのSG・PG1・G1記録集より。
| レース場 | 呼称                                                 |
| -------- | ---------------------------------------------------- |
| 桐生     | 赤城雷神杯                                           |
| 戸田     | 戸田プリムローズ（以前は、戸田グランプリ）           |
| 江戸川   | 江戸川大賞                                           |
| 平和島   | トーキョー・ベイ・カップ                             |
| 多摩川   | ウェイキーカップ                                     |
| 浜名湖   | 浜名湖賞                                             |
| 蒲郡     | オールジャパン竹島特別                               |
| 常滑     | トコタンキング決定戦（以前は、マーメイドグランプリ） |
| 津       | ツッキー王座決定戦（以前は、つつじ賞王座決定戦）     |
| 三国     | 北陸艇王決戦（以前は、北陸艇王決定戦）               |
| びわこ   | びわこ大賞（以前は、秩父宮妃記念杯）                 |
| 住之江   | 太閤賞                                               |
| 尼崎     | 尼崎センプルカップ（以前は、近松賞）                 |
| 鳴門     | 大渦大賞                                             |
| 丸亀     | 京極賞                                               |
| 児島     | 児島キングカップ（以前は、競艇キングカップ）         |
| 宮島     | 宮島チャンピオンカップ                               |
| 徳山     | 徳山クラウン争奪戦                                   |
| 下関     | 海響王決定戦（以前は、競帝王決定戦）                 |
| 若松     | 全日本覇者決定戦                                     |
| 芦屋     | 全日本王座決定戦                                     |
| 福岡     | 福岡チャンピオンカップ                               |
| 唐津     | 全日本王者決定戦（以前は、水の王者決定戦）           |
| 大村     | 海の王者決定戦                                       |